# 113214 Vinkó
(113214) Vinkó, denumire internațională (113214) Vinko, este un asteroid din centura principală de asteroizi.

## Descriere
113214 Vinkó este un asteroid din centura principală de asteroizi. A fost descoperit pe 9 septembrie 2002 la Piszkesteto de Krisztián Sárneczky. Asteroidul prezintă o orbită caracterizată de o semiaxă mare de 3,02 ua, o excentricitate de 0,09 și o înclinație de 10,0° în raport cu ecliptica.